# Rivetina nana
Rivetina nana es una especie de mantis de la familia Mantidae.

## Distribución geográfica
Se encuentra en Kazajistán.